# Die Kinder des Wojewoden
Die Kinder des Wojewoden – Märchen der slawischen Völker ist eine Sammlung von Volksmärchen aus ganz Osteuropa, die von Angel Karalijtschew und Nikolai Todorow zusammengetragen wurden. Die Sammlung wurde 1984 im Verlag „Bulgarski Hudoshnik“ (Sofia) veröffentlicht, wo auch der Druck einer deutschen Übersetzung (durch Lotte Markowa und Gerda Minkowa) stattfand.

## Allgemein
Die Sammlung umfasst insgesamt 43 Märchen aus nahezu allen Ländern Osteuropas. Es sind deren 13 aus Bulgarien, 5 aus Polen, 4 aus Serbien, jeweils 3 aus Russland, Tschechien und der Slowakei, jew. 2 aus Bosnien-Herzegowina, Kroatien und der Ukraine. Montenegro, Rumänien, Ruthenien und Belarus sind mit einem Märchen vertreten.

## Und die Moral von der Geschicht ...
Einige Geschichten verkünden eine einfache Moral, aufs Menschliche Verhalten gemünzt. In Wer nicht arbeitet ... lässt eine Familie die faule Braut des Hausherrn so lange hungern, bis sie sich zur Arbeit aufrafft, ebenso in Die verwöhnte Tochter. – Die Böse Axt zerstört in ihrem zornigen Stolz eine Brücke und stürzt in den Fluss. Der hochmütige Schmetterling verspottet eine Raupe und damit sich selbst. Die Geschichte vom Fass beschreibt den Zerfall einer Familie.
Hilf dir selbst...
Den weitaus größten Raum nehmen allerdings klassische, augenzwinkernde David-Goliath-Geschichten ein. Hier setzen sich Arme gegen Reiche, Machtlose gegen Mächtige, Dumme gegen Gebildete durch – und zwar fast ausschließlich durch Verstand, Einfallsreichtum und einer gewissen Portion Frechheit.
Der habgierige Kaufmann will einen Lastenträger um seine Ersparnisse betrügen und muss am Ende seine eigenen Kinder ersteigern. – Ratscho Allwissend hat bei Wahrsagereien mehr Glück als Verstand und kommt nur knapp davon. – In Omar und der Wucherer tritt eine Frau als Richter auf und rettet so ihren Liebsten vor Verstümmelung. Der gelehrte Hund macht einen geizigen Großbauer zum Gespött und seinen Knecht endlich richtig satt.
...dann hilft dir Gott
Auch im slawischen Raum sind, wie überall in der Welt, viele Volksmärchen vom Glauben an höhere, überirdische Mächte durchwoben, die ins Leben der Menschen eingreifen und „alles wieder in Ordnung bringen“. Oft tritt diese Macht als alter Mann oder einsamer Wanderer auf, der Wunder wirkt und die Menschen belohnt oder straft, je nach ihrem Verhalten. Janek und Hanka sowie Die vier Brüder sind klassische Paradebeispiele.
Die Rolle dieser gottähnlichen Figur wird hin und wieder auch von durchaus irdischen Herren und Herrschern eingenommen. Könige (Die Bittschrift), der türkische Padischah (Ero und der Sultan) oder der Richter (Der lachende Dritte) werden um Gerechtigkeit angerufen.
... oder auch nicht
Doch die höheren Mächte haben auch eine Kehrseite. In einigen Geschichten kommt erst durch sie das Übel in die Welt, etwa in Die Schlangenmühle oder Woher die Krankheiten kamen. Wie man jedoch als einfacher Mensch mit üblen Kobolden (Der Bauer und die Drangsale), dem Tod (Der Schüler des Todes) oder gar dem Herrgott persönlich (Wie der Schmied ins Paradies kam) fertig wird, fällt wieder in die zweite Kategorie.

## Parallelen
Fast zwangsläufig weisen manche slawischen Volksmärchen gewisse Motive auf, die dem Leser aus dem deutschen Sprachraum sehr bekannt vorkommen.
So erscheint Die Waldhütte als marginale Umdichtung der Bremer Stadtmusikanten, und das Segens-Motiv aus der Schlangenmühle erinnert frappant an Frau Holle.
Auch die Aussage berühmter Theaterstücke finden sich in dieser Sammlung wieder: Ero aus dem Jenseits liest sich wie die bosnische Version von Hans Sachs Fahrendem Schüler, und die Abwendung einer brutalen Schuldeinlösung aus Omar und der Wucherer findet fast genauso in William Shakespeares Kaufmann von Venedig statt.

## Fazit und Vergleich
Die hier veröffentlichten slawischen Volksmärchen haben, anders als etwa viele Märchen im deutschen Sprachraum, einen realistischeren Hintergrund. Gerade das „Märchenhafte“, also das unglaubhaft-magische Moment (Feen, Drachen u. a.) fehlt fast völlig. Die Helden sind nur selten Könige oder Prinzen, sondern Bauern, Handwerker oder Gauner – Leute „wie du und ich“. Die Geschichten werden fast durchweg (zumindest in der deutschen Fassung) in einem augenzwinkernden Ton erzählt und entsprechen alles in allem eher unserer Kunstform der lehrreichen Anekdote.